# 友人 (ペットフード)
株式会社 友人（ともひと、Tomohito co.,Ltd．）は、宮崎県都城市に本社を置くペットフードメーカー。鶏肉専門の加工食品メーカーより独立、起業した会社である。

## 主な商品
- ドッグフード
  - 新鮮ささみソフト
  - 新鮮ささみまるごとソフト
  - 新鮮ささ巻きガム ミニソフト
  - 熟練職人手造チーズきのこの里たっぷりイチゴ
  - 新鮮ささみふりかけ 中粒
  - 美味食感からあげWAN
  - 新鮮ささみ細切り シニア用
- キャットフード
  - 新鮮ささみ細切り またたび入り

## 工場
- 本社工場 - 〒885-0081 宮崎県都城市鷹尾1丁目27-15（本社所在地と同じ）
- 宮丸工場 - 〒885-0078 宮崎県都城市宮丸町7-9
- 仙台工場 - 〒989-2301 宮城県亘理郡亘理町逢隈中泉大原98-3

## 営業所
- 北北海道・東北エリア（宮城県仙台市）
- 関東エリア（東京都杉並区・神奈川県横浜市・埼玉県川越市）
- 中部エリア（愛知県名古屋市）
- 関西エリア（兵庫県宝塚市）
- 九州エリア（福岡県小郡市）

| スタブアイコン | サブスタブ | この項目は、まだ閲覧者の調べものの参照としては役立たない、企業に関連した書きかけの項目です。この項目を加筆・訂正などしてくださる協力者を求めています（PJ:経済）。 |